# Esquadrão N.º 37 da RAAF
O Esquadrão N.º 37 é um esquadrão de transporte aéreo táctico da Real Força Aérea Australiana (RAAF). Opera aviões Lockheed Martin C-130J Hercules a partir da Base aérea de Richmond, em Nova Gales do Sul. O esquadrão realizou missões de transporte aéreo durante a Segunda Guerra Mundial, a Guerra do Vietname, as guerras no Afeganistão e no Iraque, e mais recentemente na intervenção militar contra o Estado Islâmico. Também tem apoiado as operações humanitárias e de manutenção da paz nas quais a Austrália participa, incluindo na Somália, Timor-Leste, Bali, Papua-Nova Guiné e nas Filipinas.
O esquadrão foi formado na Estação de Laverton, Vitória, em Julho de 1943, e foi equipado com aviões Lockheed C-60 Lodestar que operou na Austrália, Nova Guiné e nas Índias Orientais Holandesas. Perto do final da Segunda Guerra Mundial, o esquadrão começou a operar aviões Douglas C-47 Dakota. Em 1946 tornou-se parte da Asa N.º 86, com quartel-general na Estação de Schofields, Nova Gales do Sul, mas dois anos depois o esquadrão foi dissolvido. Em resposta à necessidade australiana de transporte aéreo durante a Guerra do Vietname, o esquadrão foi re-estabelecido em Richmond em Fevereiro de 1966, e foi equipado com aviões C-130E Hercules. Em 1999 o esquadrão passou a operar o modelo C-130J, e entre 2006 e 2012 também operou o modelo C-130H que veio do Esquadrão N.º 36. O Esquadrão N.º 37 esteve subordinado à Asa N.º 86 entre 1987 e 2010, estando desde então na Asa N.º 84.

## Missão e equipamento

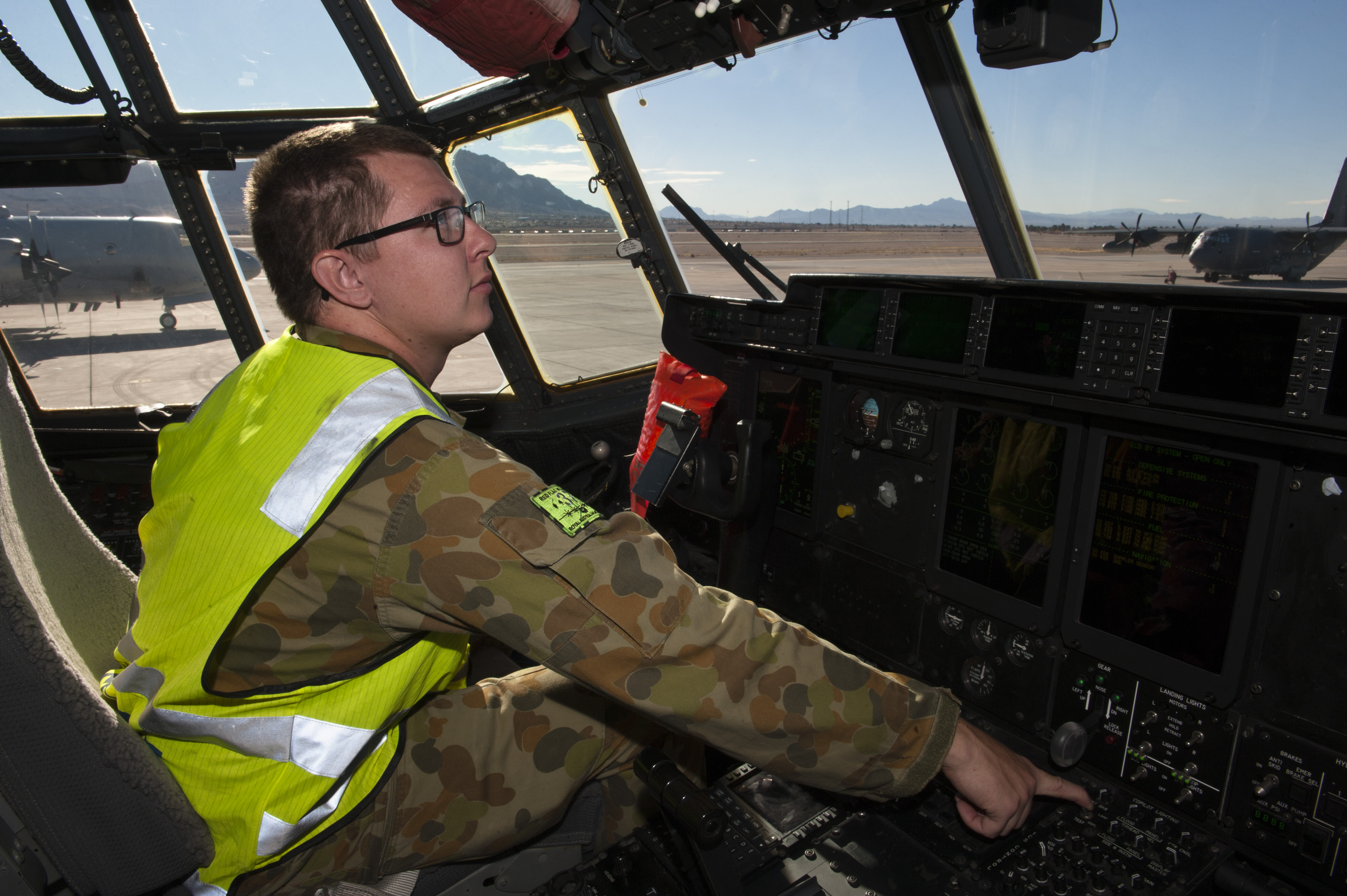
Tripulante de terra do Esquadrão N.º 37 dentro de um C-130J durante um exercício nos Estados Unidos, em Fevereiro de 2015

O Esquadrão N.º 37 está actualmente responsável pela realização de missões de transporte aéreo táctico na Austrália e fora do território nacional australiano, transportando tropas e mercadorias, além de realizar evacuações aeromédicas, busca e salvamento e lançamento aéreo de mercadorias. Encontra-se colocado na Base aérea de Richmond, Nova Gales do Sul, é está subordinado à Asa N.º 84, parte do Grupo de Mobilidade Aérea. Em Julho de 2013 o esquadrão era composto por cerca de 400 elementos organizados em quatro esquadrilhas, uma secção administrativa e operacional, e uma secção de manutenção responsável pelo trabalho de manutenção diário e de ciclos de manutenção de seis em seis semanas. A manutenção intermédia e pesada é realizada pela Airbus Group Australia Pacific (fuselagem) e pela StandardAero (motores). O lema do esquadrão é Foremost (em português: Principal).
O esquadrão opera doze aviões Lockheed Martin C-130J Hercules, que entraram em serviço em 1999. Geralmente os aviões são operados por dois pilotos e um loadmaster, este último responsável pelo carregamento, transporte e descarregamento da mercadoria e dos passageiros. O C-130J consegue transportar 19 500 quilogramas de mercadorias, ou cerca de 120 passageiros. Tem um alcance de 6 800 quilómetros sem carga, e é capaz de operar a partir de pistas curtas e sem pavimento. O Esquadrão N.º 285, também colocado em Richmond sob a Asa N.º 84, está equipado com um full-flight mission simulator, fuselagens de C-130 para fins de instrução, e outras ferramentas de treino e instrução, estando responsável pelo treino de tripulações aéreas e de pessoal de manutenção para o Esquadrão N.º 37. O Esquadrão N.º 37 tem um destacamento de duas aeronaves na Base aérea de Al Minhad, nos Emirados Árabes Unidos, que prestam apoio às operações aéreas da região do médio oriente sob a Operação Acordeão. Planeia-se que os C-130J prestam serviço pela RAAF até 2030.

## História

### Segunda Guerra Mundial e rescaldo

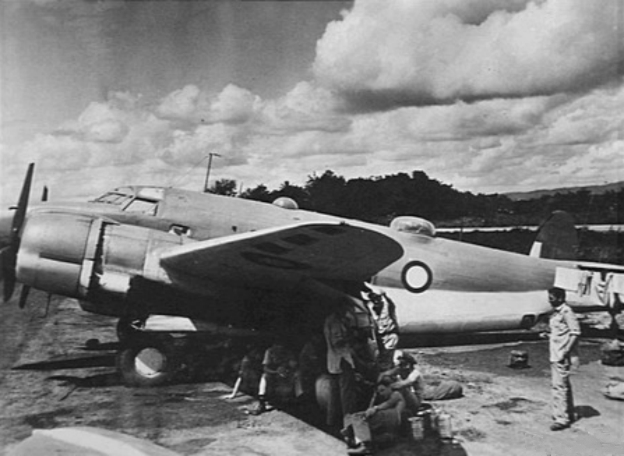
Um Lockheed Lodestar do Esquadrão N.º 37 em Merauke, na Nova Guiné, em Dezembro de 1944

O Esquadrão N.º 37 foi formado no dia 15 de Julho de 1943 na Estação de Laverton, Vitória, com um equipa composta por quinze militares. O seu comandante inaugural, o Líder de esquadrão (ex comandante do Esquadrão N.º 34), chegou à unidade no dia 21 de Julho, e a sua primeira aeronave, um Northrop Delta (que antes também havia pertencido ao Esquadrão N.º 34), chegou no dia 2 de Agosto. O esquadrão recebeu o primeiro avião Lockheed C-60 Lodestar de um lote de dez no dia 23 de Agosto. No dia 30 de Setembro, o Delta foi retirado de serviço depois de um acidente. Nesta altura, o esquadrão contava com uma força de efectivos de 190 elementos, incluindo quarenta e cinco oficiais. No dia 11 de Outubro de 1943 o esquadrão foi declarado como operacional, realizando voos pelo continente australiano, com destinos como Perth, na Austrália Ocidental; Darwin e Alice Springs, no Território do Norte; Adelaide, na Austrália Meridional; Maryborough, em Queensland; e Lauceston, na Tasmânia.

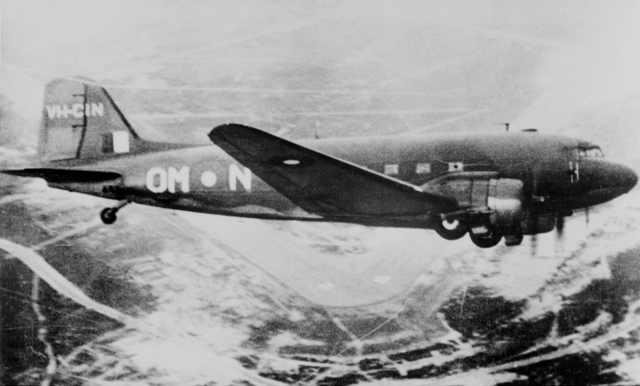
Um Douglas Dakota A65-71 do Esquadrão N.º 37; foi este avião que transportou o corpo do primeiro-ministro John Curton até ao local onde seria enterrado., em Julho de 1945

A meio do ano de 1944, o esquadrão expandiu a sua área de operação até à Nova Guiné, realizando voos inicialmente até Merauke, e mais tarde para Wewak, Noemfoor e Hollandia. No dia 1 de Setembro, foi transferido para Essendon, em Vitória. A unidade era agora uma de oito unidades de transporte aéreo australianas, todas elas operando soba direcção do quartel-general da RAAF, em Melbourne. A sua missão principal era a de prestar apoio ao Exército Australiano, embora pudessem a qualquer momento ser destacadas através de pedidos urgentes do quartel-general do General Douglas MacArthur, na área de operações do Sudoeste do Pacífico. No dia 26 de Janeiro de 1945 um Lodestar sofreu um acidente e incendiou-se durante uma descolagem em Merauke; todos os ocupantes da aeronave conseguiram escapar sem ferimentos, e foi a única aeronave (deste modelo em específico) que se perdeu em serviço pela RAAF. No mês seguinte, o esquadrão recebeu os seus primeiro três aviões Dakotas, e no final de Março a sua frota era composta por dezoito aeronaves: nove aviões Dakota, sete Lodestar, um Douglas DC-2 e um de Havilland Tiger Moth. No mês seguinte o esquadrão começou a operar destacamentos a partir de Parafield, na Austrália Meridional, e de Morotai, nas Índias Orientais Holandesas. No dia 6 de Julho de 1945, um dos Dakota do esquadrão transportou o corpo do Primeiro-ministro John Curtin de Camberra para Perth, para a realização do funeral do próprio. Em Setembro de 1945, o Esquadrão N.º 37 detinha uma força de 357 efectivos, incluindo 111 oficiais, dezasseis aviões Dakota, dois Lodestar, um DC-2 e um Tiger Moth.
Depois do cessar das hostilidades, o Esquadrão N.º 37 realizou o transporte aéreo de prisioneiros de guerra de Singapura para a Austrália. No dia 27 de Julho de 1946, foi transferido para a Estação de Schofields, Nova Gales do Sul, onde ficou subordinado à Asa N.º 86, juntamente com o Esquadrão N.º 36 e o Esquadrão N.º 38, que também operavam aviões Dakota. Outra unidade da Asa N.º 86, o Esquadrão Nº 486, era responsável pela manutenção dos Dakota. No dia 30 de Setembro de 1946, o Esquadrão N.º 37 foi destacado para realizar um serviço de voos regulares entre a Austrália e o Japão, algo que antes era realizado pelo Esquadrão N.º 38, em apoio à Força de Ocupação da Comunidade Britânica. Em Janeiro de 1947 o Esquadrão N.º 37 entrou este serviço de transporte para o Esquadrão N.º 38, e no mês seguinte começou a realizar um serviço de voos regulares para Lae, missão esta que era realizada pelo Esquadrão N.º 36; em Abril também foi iniciado um serviço para Rabaul. No final de 1947, a força de efectivos do esquadrão era de 56 militares, incluindo 24 oficiais, e a frota de aeronaves era composta por dez aviões Dakota. No dia 24 de Fevereiro de 1948 o Esquadrão N.º 37 foi dissolvido.

### Re-estabelecimento
No dia 12 de Setembro de 1965, o Ministro do Ar Peter Howson anunciou que o Esquadrão N.º 37 seria re-estabelecido para operar doze aviões Lockheed C-130 Hercules, que haviam sido comprados pelo governo federal; esta nova aeronave permitiria à RAAF prestar apoio às forças australianas no Sudoeste Asiático ao mesmo tempo que continuaria a realizar as missões aéreas a nível doméstico. O esquadrão foi formado na Base aérea de Richmond no dia 21 de Fevereiro de 1966, e o seu primeiro comandante foi o Comandante de asa Ron McKimm. O esquadrão juntou-se ao Esquadrão N.º 36 que já operava aviões C-130A desde 1958. O Esquadrão N.º 486, dissolvido em 1964, foi também re-estabelecido para providenciar manutenção às aeronaves de ambos os esquadrões; as tarefas de manutenção pesada ficaram da responsabilidade do Depósito de Aeronaves N.º 2 (mais tarde Asa N.º 503). Sendo que o C-130E tinha um alcance mais longo que o C-130A, o Esquadrão N.º 37 ficou responsável pelas missões de carácter estratégico, enquanto o Esquadrão N.º 36 ficou responsável pelas missões tácticas. O Esquadrão N.º 37 começou a receber os C-130E em Agosto, e no final de Setembro a sua força de efectivos contabilizava 86 elementos, incluindo 21 oficiais. Em Fevereiro de 1967 o esquadrão começou a realizar missões de longo alcance em apoio às forças australianas na Guerra do Vietname, incluindo a realização de voos aeromédicos para levar feridos de volta à Austrália, geralmente passando pela Base aérea de Butterworth, na Malásia. Inicialmente ambos os C-130 foram empregues nestes voos aeromédicos, mas a partir de Maio de 1967 apenas os C-130E passaram a realizar este tipo de missões, sendo que este modelo mais recente oferecia melhores condições de transporte e conseguiram voar directamente entre o Vietname do Sul e a Austrália se fosse necessário. No final de Fevereiro de 1968, o Esquadrão N.º 37 contava com 207 efectivos. O esquadrão transportou a última força, do Vietname para a Austrália, em Dezembro de 1972, depois da decisão do governo federal em retirar a Austrália deste conflito.

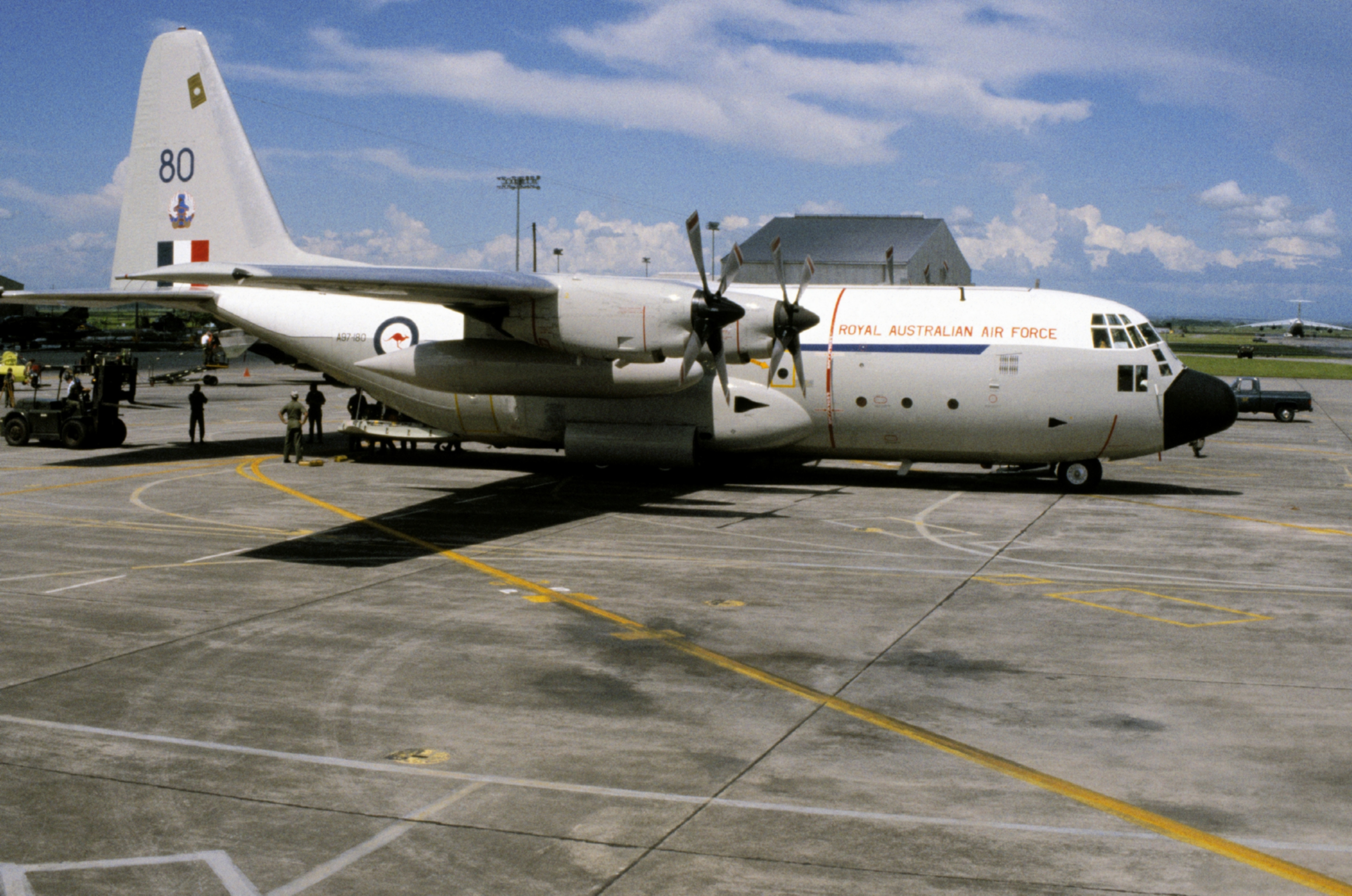
Um C-130E Hercules do Esquadrão N.º 37 na Base aérea de Clark, nas Filipinas, em Novembro de 1981

Além de participar em exercícios militares e em missões de manutenção de paz, o C-130 tornou-se num avião comum de se ver no Sul do Pacífico, chamado para operações de auxilio às populações depois de desastres naturais, incluindo tsunamis na Nova Guiné, ciclones nas Ilhas Salomão e Tonga e incêndios e cheias no continente australiano. O avião desempenhou um importante papel na evacuação de civis devido ao ciclone Tracy que atingiu Darwin entre 1974-75; os C-130E do Esquadrão N.º 37 foram as primeiras aeronaves a aterrar em Darwin depois do desastre natural. O esquadrão contribuiu com onze aeronaves, realizando o transporte de 4 400 passageiros e 590 mil kg de mercadorias. As aeronaves do Esquadrão N.º 37 participaram na Operação Babylift, uma operação liderada pelos Estados Unidos para evacuar as crianças vietnamitas órfãs dos militares norte-americanos, em Abril de 1975. Mais tarde no mesmo mês, duas aeronaves foram destacadas para as Nações Unidas para realizar o transporte de mantimentos para o Sudeste Asiático; símbolos das Nações Unidas foram pintados por cima dos símbolos da RAAF para assinalar a neutralidade da missão. Iniciando as operações em Maio, as aeronaves transportaram mantimentos para Laos e transportaram mercadorias entre a Tailândia, Butterworth, Hong Kong e Singapura, tendo realizado noventa e um voos de missão quando a operação chegou ao fim no início de Julho. Os Hercules também evacuaram pessoal da embaixada australiana em Saigão, no Vietname do Sul e no Cambodja, depois do fim da Guerra do Vietname. O Esquadrão N.º 37 foi condecorado com a Gloucester Cup pelo governador-geral em Junho de 1976 pelo serviço realizado entre 1974 e 1975.

Entre Janeiro e Fevereiro de 1979, dois C-130E do Esquadrão N.º 37 evacuaram cidadãos australianos e estrangeiros da embaixada em Teerão, pouco depois da queda do regime monárquico durante a Revolução Iraniana. No mesmo ano, o esquadrão começou a realizar operações com dois Boeing 707 que haviam pertencido à Qantas, entregando-os ao Esquadrão N.º 33 no início de 1981. O Esquadrão N.º 37 transportou o Papamóvel de João Paulo II em 1986, aquando da visitado próprio à Austrália; outras cargas foram do comum incluem um touro oferecido ao governo chinês, cangurus e ovelhas à Malásia e uma exibição do Exército de Terracota. Em Fevereiro de 1987, o esquadrão juntou-se ao Esquadrão N.º 36 e ao Esquadrão N.º 33 como parte da recém-formada Asa N.º 86, do recém-estabelecido Grupo de Transporte Aéreo (mais tarde Grupo de Mobilidade Aérea). No ano seguinte, o Esquadrão N.º 37 atingiu as 200 mil horas de voo sem qualquer acidente com o Hercules. O povo australiano teve a experiência de voar no C-130 quando estas aeronaves foram destacadas pelo governo federal para realizar transporte aéreo de civis e mercadorias pelo continente australiano em 1989, devido a uma disputa de pilotos que limitou as operações aéreas. Em Dezembro de 1990 e Janeiro de 1991, um destacamento de aviões C-130 dos esquadrões 36 e 37 voou até ao Dubai para a realização de missões de apoio à contribuição australiana na Guerra do Golfo. Em Janeiro de 1993 o Esquadrão N.º 37 transportou tropas australianas como parte da Operação Solace, e durante o mês de Maio realizou um serviço de transporte aéreo entre o Quénia e a Somália. Em Outubro de 1998 o Esquadrão N.º 486 foi dissolvido e as suas responsabilidades foram transferidas para ambos os esquadrões de C-130. Em Setembro de 1999, o Esquadrão N.º 37 começou a ser re-equipado com o novo modelo C-130J. As suas aeronaves fizeram parte de um destacamento de apoio às forças INTERFET em Timor Leste, entre Setembro de 1999 e Fevereiro de 2000, sob a Operação Warden. O esquadrão foi condecorado com a Gloucester Cup em 2001, no mesmo ano em que recebeu o décimo-segundo e último C-130J. Em Outubro de 2002, cinco aviões C-130 dos esquadrões 36 e 37 participaram nos esforços humanitários depois dos atentados em Bali.

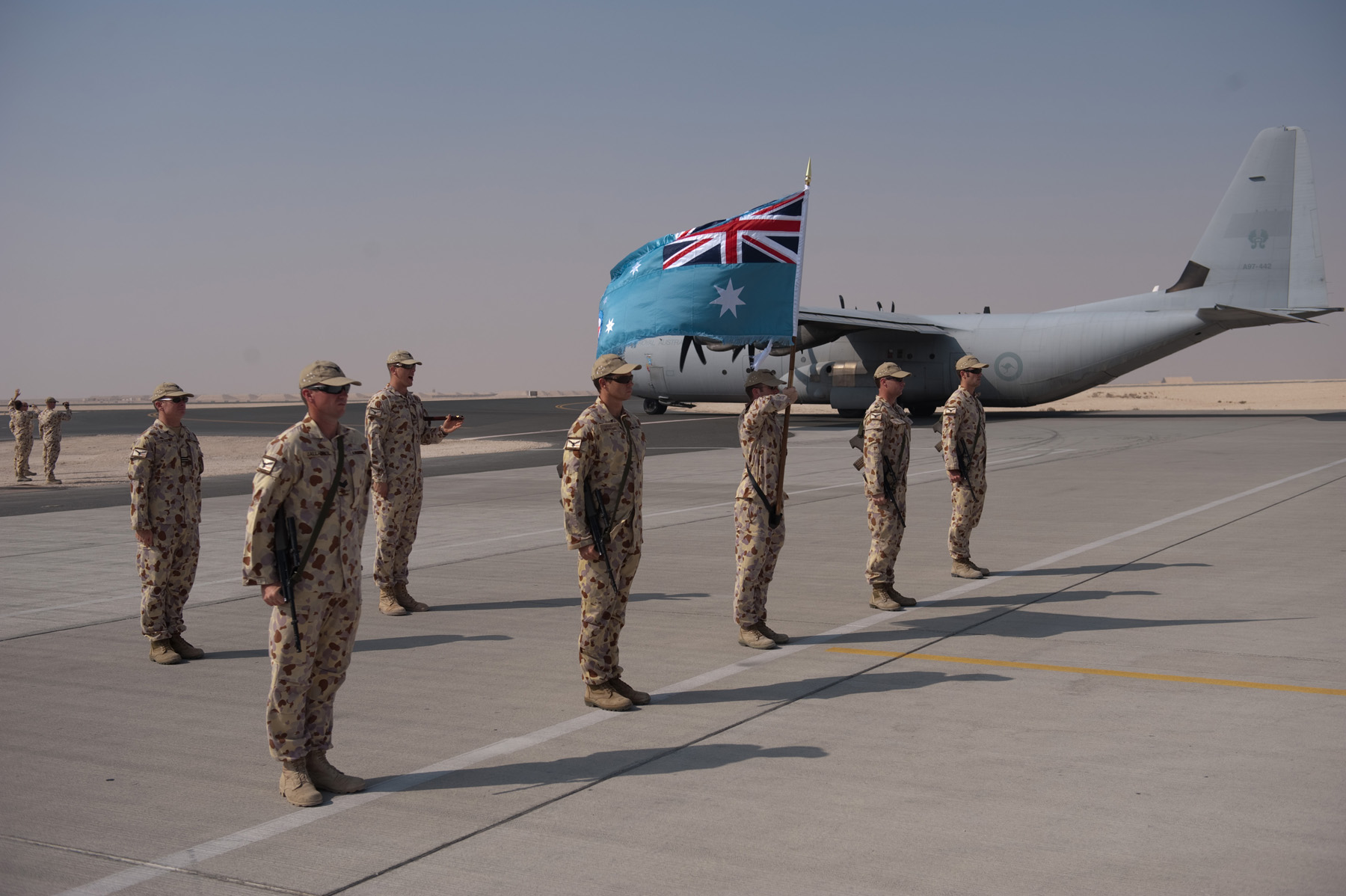
Um C-130J Hercules e militares do Esquadrão N.º 37 no Médio Oriente, em 2009

Em Setembro de 2004, aviões do Esquadrão N.º 37 juntaram-se ao destacamento rotativo de aviões C-130 criado pelo Esquadrão N.º 36 na Área de Operações do Médio Oriente (MEAO) em Fevereiro de 2003, depois da invasão do Iraque; os C-130 tiveram que ser equipados com equipamento de auto-defesa antes de serem enviados para esta área de operações. O Esquadrão N.º 37 foi reforçado para formar um "super esquadrão" no dia 17 de Novembro de 2006, quando a sua frota de doze aviões C-130J foi reforçada com os doze aviões C-130E do Esquadrão N.º 36, antes deste último ser re-equipado com aviões Boeing C-17 Globemaster e ser transferido para a Base aérea de Amberley, em Queensland. Dois C-130 juntaram-se a aos DHC-4 Caribou do Esquadrão N.º 38 como parte da contribuição inicial da RAAF na Operação Assistir Papua-Nova Guiné, depois do ciclone Guba em Novembro de 2007. O Esquadrão N.º 37 assumiu toda a responsabilidade do destacamento de aviões Hercules na MEAO a meio de 2008, e em Março de 2010 um dos C-130J atingiu as 20 mil horas de voo operacional pelo esquadrão. No dia 1 de Outubro de 2010 o esquadrão foi transferido da Asa N.º 86 para a Asa N.º 84 depois de uma reestruturação do Grupo de Transporte Aéreo. Pela sua eficiência, em 2011, o esquadrão foi condecorado com a Gloucester Cup numa cerimónia no dia 31 de Maio de 2012. No mesmo ano, os C-130H foram retirados de serviço, tendo o último par partido de Richmond no dia 30 de Novembro. Em Janeiro de 2013, o Esquadrão N.º 37 realizou uma missão de busca e salvamento de sucesso para encontrar Alain Delord, um iatista desaparecido que realizava uma viagem à volta do mundo; foi encontrado a aproximadamente 930 km a sul da Tasmânia. A tripulação localizou Delord e lançou mantimentos, vigiando a posição do iatista e, por fim, acabou por guiar um navio de resgate cinquenta e oito horas depois.
O Esquadrão N.º 37 voltou a ser condecorado com a Gloucester Cup em Março de 2013. O seu 70º aniversário foi celebrado em Julho, realizando um voo com duas aeronaves nos céus de Sydney e das Montanhas Azuis. Em Novembro do mesmo ano, o esquadrão foi enviado para as Filipinas para participar num esforço humanitário depois do Tufão Haiyan. Em Agosto de 2014 aeronaves do Esquadrão N.º 37 destacadas no Médio Oriente foram envolvidas numa operação de lançamento aéreo de material humanitário a civis no Iraque, depois de uma ofensiva levada a cabo pelas forças do Estado Islâmico. O primeiro lançamento ocorreu na noite de 13-14 de Agosto, quando um dos C-130 do esquadrão descolou numa operação com outras 16 aeronaves, incluindo aviões C-17 e C-130 dos Estados Unidos e aviões C-130 do Reino Unido, na qual lançaram mantimentos aos civis de Yezidi presos no Monte Sinjar. De acordo com o Departamento de Defesa Australiano, foi "a operação humanitária mais complexa que a RAAF realizava em mais de uma década". Um segundo lançamento foi realizado para entregar mantimentos para civis isolados na cidade iraquiana de Amirli. Em Setembro de 2014, os C-130J da RAAF já haviam realizado mais de 100 mil horas de voo. Mais tarde neste mês, um C-130J participou num voo de transporte de armas e munições para as forças na região do norte do Iraque controlada pelas forças curdas. Entre os dias 7 e 10 de Dezembro de 2015, um C-130J do Esquadrão N.º 37 descolou de Guam e juntou-se a aeronaves norte-americanas e japonesas na Operação Christmas Drop, uma missão humanitária no Pacífico Ocidental e na Micronésia. No dia 13 de Junho de 2016 o Esquadrão N.º 37 foi condecorado com a Meritous Unit Citation pelo "excepcional serviço prestado em operações de carácter bélico na Área de Operações do Médio Oriente entre o período de Janeiro de 2002 e Junho de 2014".